# Rosalia Abreu
Pour les articles homonymes, voir Abreu.
Rosalía Abreu (1862-1930), philanthrope et éleveuse de primates cubaine.
Rosalia Abreu est née Rosalie Renée Martha Louise Sanchez-Toledo à Paris (8e arrondissement) le  11 octobre 1886 et morte à Paris (7e arrondissement) le 15 novembre 1955, de parents cubains. Elle est épistolière et la muse de différents poètes.

## Biographie
Son père Domingo Sanchez Toledo est médecin et sa mère, Rosalía Abreu, est une spécialiste des primates . Ils se marient en 1883 et se séparent en 1898. Ils ont eu trois enfants.
La sœur de la mère de Rosalia est l'épouse de Jacques-Joseph Grancher. Rosalia (dite Lilita) séjourne fréquemment chez sa tante à Cambo-les-Bains. Fiancée à Louis Pasteur Vallery-Radot, elle rompt ses fiançailles en 1910.
Jean Giraudoux se lie d'amitié avec Pierre Abreu, le frère de Rosalia et s'éprend de la jeune femme, avec qui il entretient une correspondance. Elle entame alors une longue liaison amicale pour elle, amoureuse pour lui avec Jean Giraudoux. Elle lui inspire Simon le Pathétique. Pendant la première guerre mondiale, elle est infirmière à Gray en Haute-Saône.
En 1921, elle épouse finalement Albert Henraux dont elle se sépare après la deuxième guerre mondiale. En 1929, elle fonde avec son frère, la Fondation Rosa Abreu de Grancher. Edouard Vuillard la peint dans son salon en juillet 1935.
Giraudoux meurt en janvier 1944 à Paris alors que Lilita est loin, car elle a rejoint Saint-John Perse à Washington en 1941. Elle est en effet sa muse de 1932 à 1948, date de sa rupture avec le poète. Elle continuera toutefois à l’inspirer jusqu’à sa mort et reste omniprésente dans toute la rédaction d’Amers. Elle nous dit : « les poèmes de Saint John Perse sont très clairs à qui sait s’identifier à eux, à qui connaît quelques réalités sous-jacentes. Ils ont leurs racines dans des petits faits très réels auxquels il donne une résonance inattendue, qu’il assemble de façon mystérieuse, parfois mystifiante, dans le but de dépayser son lecteur, de l’envoûter et de l’emporter avec lui à travers les espaces d’une trame musicale qui lui fera percevoir intuitivement, peut-être par osmose, ce que son esprit ne saurait saisir directement ».
Elle développe ces propos dans son explication du Poème à l’Etrangère, conçu pour elle pendant l’été 42. La place de l’Étrangère dans l’œuvre de Saint-John Perse est à la fois discrète et omniprésente dès leur rencontre en 1932.
Paul Morand dit de Rosalia dans ses mémoires que « toute la bande de la NRF, de Jacques Rivière à Alain Fournier, en étaient épris… »

## Sources
- Préface par Mauricette Berne, des lettres à Lilita, Jean Giraudoux, Gallimard.
- Léon-Paul Fargue, Chère Lilita [lettres à Lilita Abreu], Lettrines, Balbec 3, 1988 (tiré à 85 exemplaires).